# Monte de Meda (Lugo)
Monte de Meda (llamada oficialmente Santa María Madanela de Monte de Meda) es una parroquia y una aldea española del municipio de Lugo, en la provincia de Lugo, Galicia.

## Organización territorial
La parroquia está formada por dos entidades de población:
- Cabanas
- Monte de Meda

## Demografía

### Parroquia
| Gráfica de evolución demográfica de Monte de Meda (parroquia) entre 2000 y 2020 |
|                                                                                 |
| Datos según el nomenclátor publicado por el INE.                                |

### Aldea
| Gráfica de evolución demográfica de Monte de Meda (aldea) entre 2000 y 2020 |
|                                                                             |
| Datos según el nomenclátor publicado por el INE.                            |